# Ansonia mcgregori
Espèce
Synonymes
- Bufo mcgregori Taylor, 1922

Statut de conservation UICN

 LC  : Préoccupation mineure
Ansonia mcgregori est une espèce d'amphibiens de la famille des Bufonidae.

## Répartition
Cette espèce est endémique de l'Ouest de l'île de Mindanao aux Philippines.

## Étymologie
Cette espèce est nommée en l'honneur de Richard Crittenden McGregor.

## Publication originale
- Taylor, 1922 : Additions to the herpetological fauna of the Philippine Islands, I. The Philippine journal of science, vol. 21, p. 161-206 (texte intégral).